# Batalla de Toro
La batalla de Toro va tenir lloc en aquesta localitat zamorana l'1 de març de 1476, entre les tropes castellanes dels Reis Catòlics i les d'Alfons V de Portugal i el príncep hereu Joan per un altre, dins el decurs de la Guerra de Successió castellana. La primera part de la batalla acabà amb victòria per a Ferran el Catòlic, mentre la segona fou pel príncep hereu Joan.

## Conseqüències
L'atac simultani de francesos i portuguesos no es va poder produir per les maniobres de Carles I de Borgonya a la Guerra de Borgonya, i després de la batalla de Toro els castellans van tenir temps per poder aixecar una companyia de guipuscoans i biscains, i reforçar Hondarribia, que fou assetjada infructuosament pels francesos.